# Parlatoria cinerea
Parlatoria cinerea är en insektsart som beskrevs av Hadden in Doane och Hadden 1909. Parlatoria cinerea ingår i släktet Parlatoria och familjen pansarsköldlöss. Inga underarter finns listade i Catalogue of Life.